# مجموعة هآرتس

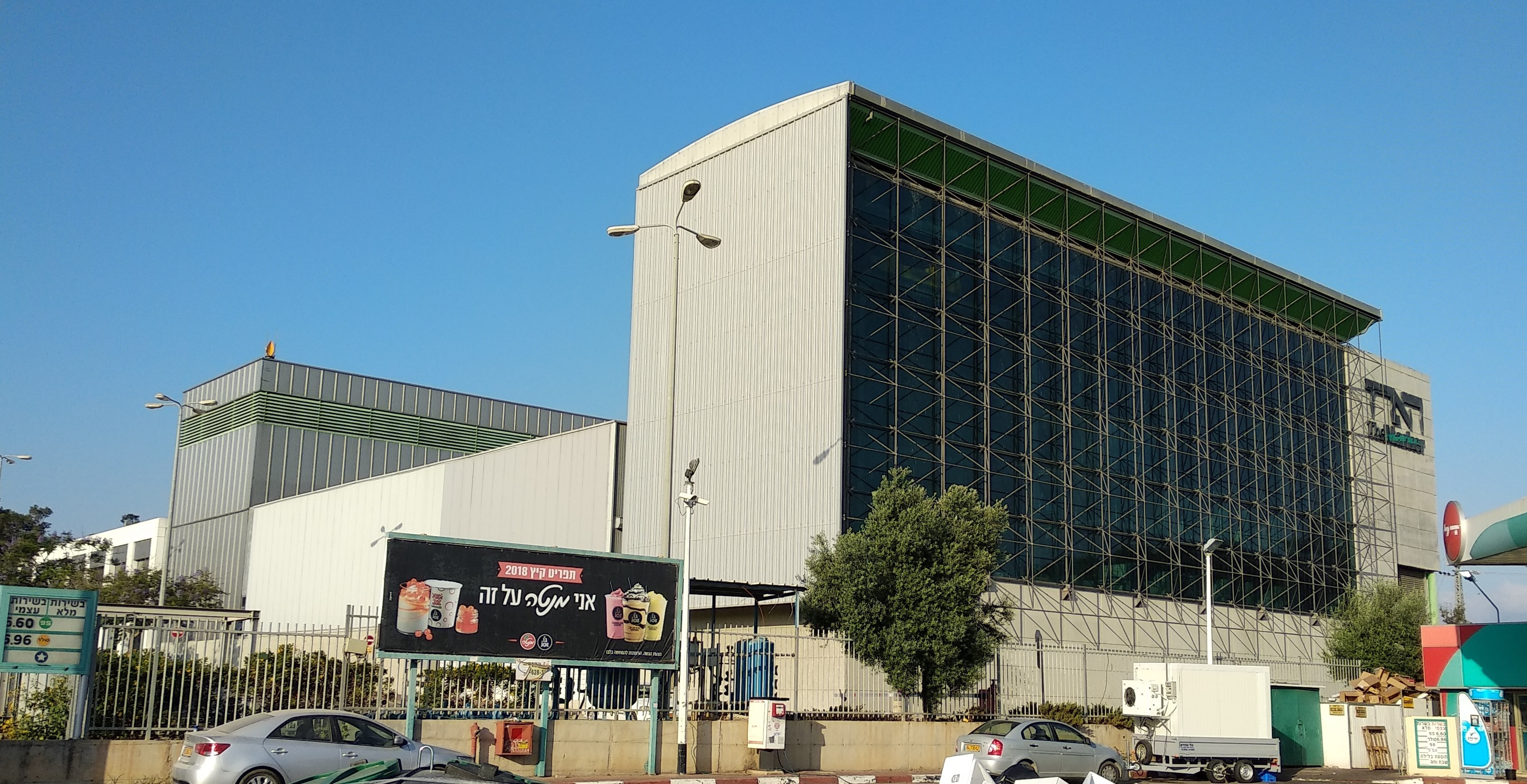

مجموعة هآرتز (بالعبرية:קבוצת הארץ) هي شركة وسائل إعلام، مقرها تل أبيب في إسرائيل، يشغلها الناشر عاموس شكون.

## تاريخ
تأسست المجموعة عام 1935 من طرف سلمان شوكن مع شراء الصحيفة اليومية هآرتز. كان يدير المجموعة من عام 1939 حتى وفاته عام 1990 ابنه غيرشوم شوكن. ومنذ ذلك الحين يدير الشركة ابنه أموس. كانت الشركة مملوكة بالكامل لوقت طويل لعائلة شوكن. في شهر أغسطس عام 2006 حصلت دور النشر م. دومنت شاوبرغ على استثمار مباشر بنسبة 25 ٪ من المجموعة، في حين ارتفعت قيمة الشركة إلى أكثر من 100 مليون يورو. تعتبر الشركة ثاني أكبر مجموعة وسائل إعلام في إسرائيل من حيث إيرادتها.